# さよならゲーム
『さよならゲーム』（Bull Durham）は、1988年に公開されたアメリカ合衆国の映画作品。ロン・シェルトン監督。上映時間107分。アメリカ合衆国のマイナーリーグの球団ダーラム・ブルズが舞台。
監督・脚本を担当したロン・シェルトンは、かつて野球選手としてマイナーリーグでプレーした経験がある。この映画でティム・ロビンスが演じているエビー・ラルーシュという若い投手のモデルとなったのは、シェルトンのチームメイトであったスティーブ・ダルコウスキーである。

## ストーリー
冴えないマイナーリーグの中年キャッチャーのクラッシュは新人ピッチャーであるエビーの教育係として呼び出される。当初、エビーは腕はあるが、コントロールが出来ず、頭も弱いので上手く育成できなかった。そこへ野球信者である教師の女性アニーが来てクラッシュに思いをよせるが、クラッシュは表面上これを拒否する。そのうち関心はエビーへと移り、エビーはクラッシュのもとで成長していくなかで、クラッシュはアリーに自分の思いをどうしていくかの三角関係を中心に野球への熱い思いを描く。

## スタッフ
- 監督 ロン・シェルトン
- 製作 トム・マウント、マーク・バーグ
- 製作総指揮 デヴィッド・Ｖ・レスター
- 脚本 ロン・シェルトン
- 撮影 ボビー・バーン
- 音楽 マイケル・コンヴァーティノ
- 日本語字幕：細川直子[4]

## キャスト
| 役名                                     | 俳優                       | 日本語吹替   | 日本語吹替    | 日本語吹替    | 日本語吹替  |
| 役名                                     | 俳優                       | テレビ朝日版 | JAL機内上映版 | ANA機内上映版 | 機内上映版3 |
| ---------------------------------------- | -------------------------- | ------------ | ------------- | ------------- | ----------- |
| ローレンス・"クラッシュ"・デービス       | ケビン・コスナー           | 津嘉山正種   | 有川博        | 津嘉山正種    | 若本規夫    |
| アニー・サヴォイ                         | スーザン・サランドン       | 小山茉美     | 弥永和子      | 谷育子        |             |
| エビー・カルヴィン・"ヌーク"・ラルーシュ | ティム・ロビンス           | 安原義人     | 池田秀一      | 中尾隆聖      |             |
| ジョー・"スキップ"・リギンス             | トレイ・ウィルソン         | 富田耕生     | 小林修        | 大宮悌二      |             |
| ラリー・ホケット                         | ロバート・ウール           | 田中亮一     | 筈見純        | 飯塚昭三      |             |
| ジミー                                   | ウィリアム・オリアリー     | 難波圭一     | 鈴木勝美      | 星野充昭      |             |
| ボビー                                   | デイビッド・ネイドルフ     | 小形満       | 秋元羊介      | 喜多川拓郎    |             |
| ディーク                                 | ダニー・ガンズ             | 沢木郁也     | 小野健一      | 藤田昇        |             |
| トニー                                   | トム・シラルディ           | 荒川太郎     | 星野充昭      | 森一          |             |
| ミッキー                                 | ロイド・ウィリアムズ       | 中博史       | 小室正幸      |               |             |
| ホセ                                     | リック・マーザン           | 星野充昭     | 大滝進矢      | 石塚運昇      |             |
| ミリー                                   | ジェニー・ロバートソン     | 岡本麻弥     | 松井菜桜子    | 佐久間レイ    |             |
| テディ                                   | ガーランド・バンティング   | 藤本譲       | 藤本譲        | 村松康雄      |             |
| 審判                                     | スティーブン・ウェア       | 福田信昭     | 池田勝        | 島香裕        |             |
| サンディ・グライムス                     | ヘンリー・G・サンダース    | 辻親八       | 池田勝        | 田口昴        |             |
| ウェイトレス                             | シャーリー・アン・リッター | 喜田あゆみ   | 鈴木祐子      |               |             |
| マックス・パトキン                       | 本人                       | 上田敏也     | 北村弘一      | 伊井篤史      |             |

- テレビ朝日版：初回放送1991年11月17日『日曜洋画劇場』
  - その他の声の出演：叶木翔子、筈見純、秋元羊介、金野恵子、増田裕生、石川匡
  - 日本語版製作：演出：蕨南勝之、翻訳：たかしまちせこ、効果：猪飼和彦、調整：山田太平、制作：ムービーテレビジョン
- JAL機内上映版：日本航空にて上映されたもの。スターチャンネルにて2023年4月19日放送[6]。
  - その他の声の出演：堀越真己
  - 日本語版製作：演出：蕨南勝之、翻訳：島伸三、製作：東北新社
- ANA機内上映版：全日空にて上映されたもの。スターチャンネルにて2023年8月7日放送[7]。
  - その他声の出演：石森達幸、秋元羊介、羽村京子
  - 日本語版製作：演出：加藤敏、翻訳：岩佐幸子、制作：東北新社
- 機内上映版3：グロービジョン製作。

## 評価
レビュー・アグリゲーターのRotten Tomatoesでは72件のレビューで支持率は97%、平均点は8.00/10となった。Metacriticでは16件のレビューを基に加重平均値が73/100となった。

## 受賞
- 全米映画批評家協会賞 脚本賞（英語版）：受賞
- NY批評家協会賞脚本賞：受賞
- LA批評家協会賞脚本賞：受賞